# Большая Черкизовская улица
Больша́я Черки́зовская у́лица — одна из центральных улиц района Преображенское ВАО города Москвы. Расположена между Преображенской площадью и Щёлковским шоссе на территории Черкизово.

## Происхождение названия
Улица названа по располагавшемуся ранее неподалёку селу Черкизову (ныне — исторический район Черкизово). Само же село получило своё название в XIV веке по его владельцу, хану Золотой Орды Серкизу (после крещения — Ивану Серкизову). Не известно, основал ли он село сам или же оно было ему пожаловано.
Серкиз был набожен: именно он построил церковь Ильи Пророка, располагающуюся сейчас на Большой Черкизовской улице.

## Примечательные места, здания и сооружения

### Мосты
Щёлковский путепровод — мост-путепровод над железнодорожной станцией Черкизово; соединяет Большую Черкизовскую улицу (исторический район Черкизово) и Щёлковское шоссе (исторический район Калошино). К восточной части эстакады СВХ примыкают Амурская улица и Вернисажная улица.

### Водоём
Черкизовский пруд, или Архиерейский пруд, находится на востоке Москвы, в Черкизове, близ Черкизовской рощи, в пойме р. Сосенки. Площадь 12,0 га, средняя глубина до 2 м. Пруд сильно вытянут с севера на юг. Питание за счёт поверхностных вод. Берега укреплены гранитным гравием в сетке, местами вертикальной бревенчатой стеной.
Название «Черкизовский пруд» происходит от названия бывшего села Черкизово. Второе название пруда — Архиерейский — возникло в связи с тем, что с конца XIV в. и до 1764 г. пруд вместе с селом принадлежал Чудову монастырю и был местом отдыха его архиереев и московских митрополитов. Позднее здесь располагалась так называемая архиерейская (митрополичья) дача. В конце XX века она сгорела при пожаре; в настоящее время  восстановлен новый дом.
Возможно, это самый старый рукотворный водоём в Москве: местные крестьяне запрудили Сосенку ещё в XIV веке, и с тех пор берега пруда практически не менялись.
На рубеже первого и второго десятилетий XXI века пруд был на реставрации, в результате которой был установлен фонтан и перекинут мост. В 2018—2019 годах произошла очередная реставрация пруда, в результате которой набережная Шитова стала пешеходной зоной.

#### Интересный факт
С Большой Черкизовской улицы Черкизовский (Архиерейский) пруд не виден, поскольку его закрывает насыпь, внутри которой проходит прямоугольный тоннельный короб перегона метро «Преображенская площадь» — «Черкизовская».

Зато он прекрасно виден практически весь с пешеходной дорожки, проложенной поверху вышеупомянутой насыпи. Дорожка соединяет перекрёсток Большой Черкизовской и Халтуринской ул. с Храмом Ильи Пророка в Черкизове.

### Здания

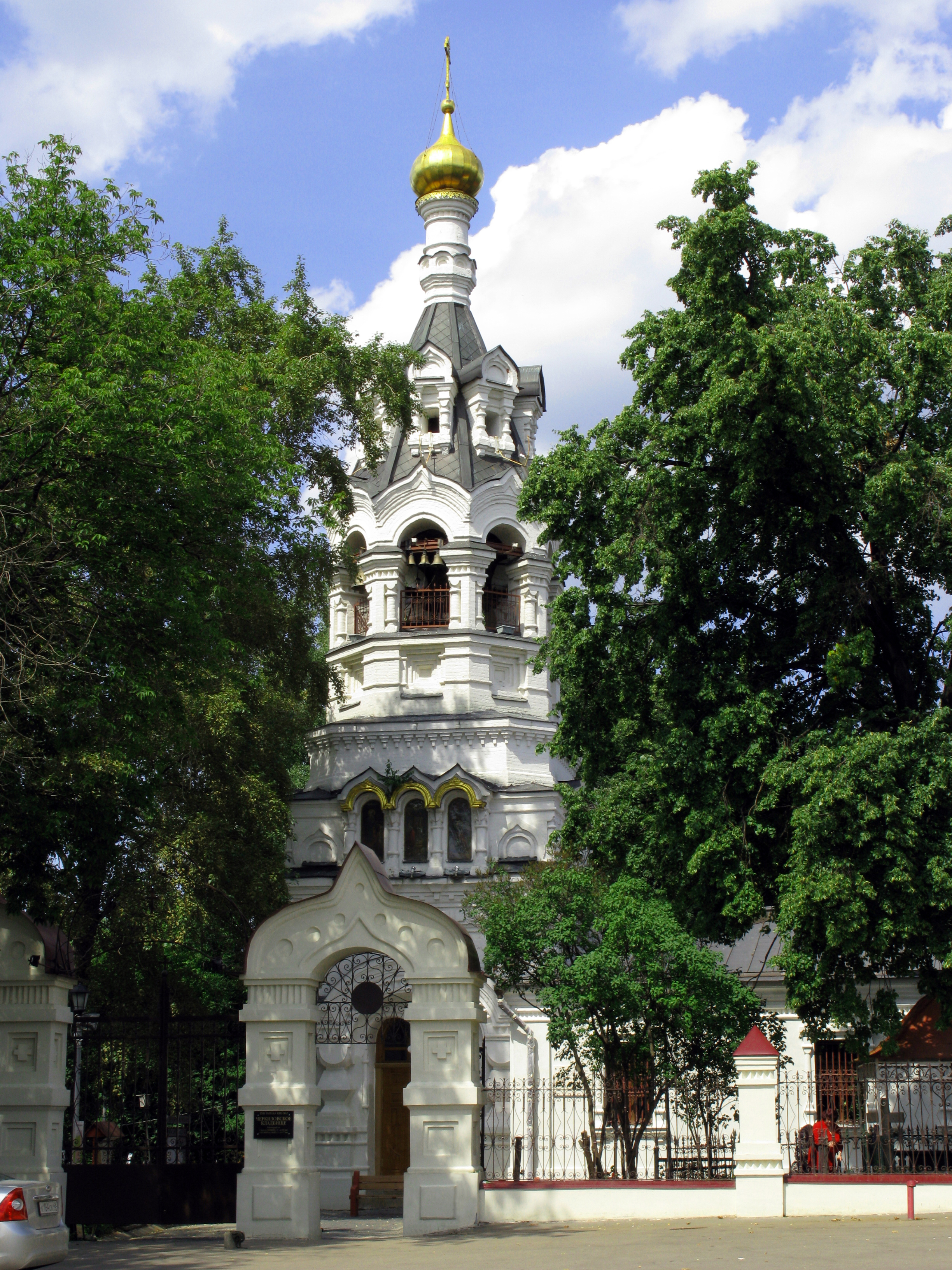
Храм Ильи Пророка в Черкизове

Всего зданий: 137; наибольший номер дома — владение 129, строение 1.
- номера домов с 19 по 91 по нечётной стороне — пропущены;
- № 9, корпус 5 — жилой дом. Здесь в 1964—1988 годах жил писатель Иосиф Халифман[6].
- № 4 — Российская государственная библиотека для молодёжи;
- № 15 — Дворец творчества детей и молодёжи «Преображенский»;
- № 17 — Храм Ильи Пророка в Черкизове (см. фото справа);
- дом № 20, корпус 1 — жилая 28-этажная «башня» (до 2003 года подведомственна ФГУП «Известия», из-за чего дом носил название «известивского»);
- дом № 24, корпус 1 — жилой 9-этажный дом серии II-49, ранее подведомственна Московскому заводу счётно-аналитических машин имени Калмыкова;
- дом № 26, корпус 1 — жилой 16-этажный дом серии II-68, ЖСК-Плановик-2, ранее подведомственный Госплану СССР;
- дом № 26а — основанный в 1932 году Научно-исследовательский институт хлебопекарной промышленности, иногда называемый «Домом хлеба» (во время Великой Отечественной войны здесь были разработаны оборудование и технология, предназначенные для выпечки хлеба в полевых условиях)[7][8];
- дом № 93 — кинотеатр «Севастополь» (закрыт, использовался как склад) в начале 2020 года снесён;
- дом № 93/101 — архиерейская (митрополичья) дача (сгорела и отстроена заново);
- влад № 103—105 — природно-исторический парк «Черкизовский», включающий Черкизовский (Архиерейский) пруд[9];
- влад. № 125 стр. 1 — стадион «Локомотив»; рядом с ним расположены памятники воинам-железнодорожникам и партизанке-разведчице лыжнице Любови Кулаковой
- дом № 125 — Черкизовский рынок (по северную сторону от Черкизовского моста, рядом с метро «Черкизовская»; его тёзка по другую сторону путепровода закрыт).

## Особенности
Во дворе дома № 9 (корпус 5) по улице Большая Черкизовская располагается уникальная детская площадка с горкой в виде двухголового дракона. На площадке установлены три беседки и большая песочница с тренажером-«экскаватором». В 2019 году дворовая территория по этому адресу была обновлена в рамках программы создания комфортной городской среды «Мой район».

## Транспорт

### Наземный транспорт
- Трамваи 4, 13, 36[11]
- Автобусы е66, м60, т32, 34, 52, 171, 230, 372, 619,  н15

### Ближайшие станции метро
- Преображенская площадь,  Черкизовская,  Локомотив

### На картах
- Карты Яндекс — Большая Черкизовская улица
- Google Maps — Большая Черкизовская улица
- WikiMapia — Большая Черкизовская улица
- На карте openstreetmap — Большая Черкизовская улица
- Интересные места и события на карте